# Swedmarkia arenicola
Swedmarkia, Swedmarkiidae
Famille
Genre
Espèce
Swedmarkia arenicola, unique représentant du genre Swedmarkia et de la famille des Swedmarkiidae, est une espèce de Ciliés de la classe des Hypotrichea et de l’ordre des Euplotida.

## Étymologie
Le nom de Swedmarkia est dédié à Lévi Swedmark, spécialiste de la microfaune interstitielle des sables, décrite par les spécialistes sous le nom de « mesopsammon (de) », que Dragesco honore encore en lui dédiant deux autres espèces de ciliés : Geleia swedmarki Dragesco, 1954 (de la classe des Karyorelictea et l'ordre des Protoheterotrichida) et Tracheloraphis swedmarki Dragesco, 1960 (ordre des Trachelocercida).    

## Description
Emmanuel Fauré-Fremiet range le genre Swedmarkia parmi ce qu'il appelle « les ciliés hypotriches remarquables » et dont il cite les espèces Euplotes aberrans Dragesco, 1960 (famille des Gastrocirrhidae), Banyulsella viridis (famille des Kahliellidae), Lacazea ovalis (famille des Kahliellidae) et Swedmarkia arenicola.
Cette dernière espèce est « caractérisée par une vaste dépression péristomienne, réalisant un type accentué de différenciation structurale, que l’on retrouve chez les genres Gastrocirrhus Lepsi et Euplotidium Noland » (deux genres de la famille des Gastrocirrhidae).

## Habitat et répartition
Ce genre vit dans le sable marin comme l'épithète spécifique de l'espèce type Swedmarkia arenicola l'indique et a été identifié en Méditerranée (Banyuls-sur-Mer) et dans la Manche (Roscoff).

## Systématique
L'espèce, unique en son genre, a été décrite en 1954 par le biologiste français Jean Dragesco.